# Ahkal Mo' Naab' I
Ahkal Mo' Naab' I (né le 5 juillet 465 - mort le 29 novembre 524)   aussi connu sous le nom de Cauac-uinal I, est un « ajaw » (souverain) de la cité maya de Palenque. Il a régné du 3 juin 501 jusqu'à sa mort.
Il est le premier monarque de Palenque dont les dates exactes de naissance et de mort sont connues et vérifiées. Il est peut-être le petit frère de son prédécesseur B'utz Aj Sak Chiik.
Pour des raisons inconnues, il est mentionné à de nombreuses reprises par K'inich Janaab' Pakal Ier, qui a régné sur Palenque des siècles plus tard ; on pense que Pakal considérait Ahkal Mo' Naab' I comme un personnage historique très important.